# Gnoma minor
Gnoma minor es una especie de escarabajo longicornio del género Gnoma, tribu Gnomini, subfamilia Lamiinae. Fue descrita científicamente por Gressitt en 1952.
La especie se mantiene activa durante los meses de julio, agosto, noviembre y diciembre.

## Descripción
Mide 11,5-17,6 milímetros de longitud.

## Distribución
Se distribuye por Papúa Nueva Guinea.